# Lupinus nootkatensis
Espèce
Synonymes
Statut de conservation UICN

 LC  : Préoccupation mineure
Lupinus nootkatensis, le lupin d'Alaska ou lupin d'Écosse, est une espèce de plantes à fleurs originaire d'Amérique du Nord, introduite en Europe au XVIIIe siècle.